# Mr. Probz
Mr. Probz, pseudonimo di Dennis Princewell Stehr (Zoetermeer, 15 maggio 1984), è un cantante e rapper olandese.

## Biografia
Nel corso della sua carriera ha collaborato con Grafh, The Alchemist, Scott Storch, Joell Ortiz, Joe Budden, Hardwell, Armin van Buuren e altri artisti.
È noto grazie al singolo Waves (2013), remixato e portato al successo da Robin Schulz. Nel settembre 2013 ha pubblicato il suo primo album discografico. Esiste anche un'altra versione di Waves con la collaborazione sempre dell'ormai affermato DJ tedesco Robin Schulz, del rapper T.I. e del cantante Chris Brown.

## Discografia

### Album in studio
- 2013 – The Treatment

### EP
- 2017 – Against the Stream

### Singoli
- 2009 – My Old Self
- 2010 – Who Are You?
- 2010 – Drivin'
- 2011 – Hate You
- 2013 – Waves
- 2013 – Turning Tables (feat. Kameron Corvet)
- 2013 – I'm Right Here
- 2013 – Gold Days (feat. Action Bronson)
- 2015 – Nothing Really Matters
- 2016 – Fine Ass Mess
- 2017 – Till You're Loved
- 2017 – Gone (feat. Anderson .Paak)
- 2018 – Space for Two

### Collaborazioni
- 2015 – Hardwell feat. Mr. Probz – Birds Fly
- 2015 – Armin van Buuren feat. Mr. Probz – Another You